# Édouard Lecouteux
Pour les articles homonymes, voir Lecouteux.
Édouard-Michel Lecouteux est un agriculteur et agronome français, né le 10 avril 1819 à Créteil et mort le 24 octobre 1893 au château de Cerçay, près de Lamotte-Beuvron.
Édouard Lecouteux est l'un des grands modernisateurs de l'agriculture française dans la seconde moitié du XIXe siècle avec plus de 50 ans de pratique agricole, de professorat et de publications spécialisées.

## Biographie
Édouard Lecouteux est issu d'une famille d'agriculteurs de Maisons-Alfort.
Sorti major de sa promotion à l'école royale agronomique de Grignon, il devient un agronome réputé obtenant de nombreuses récompenses[Lesquelles ?] de la part des plus éminentes sociétés savantes[Lesquelles ?], tant françaises qu'étrangères.
Il est auteur de plusieurs ouvrages sur les blés, la culture améliorante, les fourrages verts, le maïs et sur l'agriculture à grands rendements.
En 1858, il s'installe en Sologne et acquiert la terre de Cerçay située sur la commune de Nouan-le-Fuzelier, proche de Lamotte-Beuvron. Mettant en pratique ses idées d'améliorations agricoles et pratiquant des défrichements sur une grande échelle, il fait de Cerçay une ferme modèle.
Le 20 septembre 1867 lors d'un banquet à Petit-Bourg (commune d'Évry), où se déroule un « Concours international de labourage par machines à vapeur et par charrues à labours profonds », sa volonté et son discours lancent la Société des agriculteurs de France, fondée officiellement le 12 mai 1868. Son bureau de directeur au Journal d'agriculture pratique sert de premier siège à la Société des agriculteurs de France, dont il se montre un défenseur ardent et infatigable toute sa vie. Il propose à Édouard Drouyn de Lhuys le poste de premier président de la société. Entre 1868 et 1882, il en est le secrétaire général, puis il en devient vice-président.
Édouard Lecouteux a été professeur d'agriculture au Conservatoire national des arts et métiers et professeur d'économie rurale à l'Institut national agronomique. Il était membre de la Société nationale d'agriculture et du Conseil supérieur de l'agriculture.
Il est conseiller général du canton de Lamotte-Beuvron entre 1871 et 1874 et maire de Lamotte-Beuvron de 1886 à son décès.

## Distinctions
- Officier de la Légion d'honneur (14 janvier 1879)[6]
- Chevalier de l'ordre de la Couronne d'Italie
- Chevalier de l'ordre de Léopold

## Publications
- Esquisse de la science agricole, Paris, Imprimerie et librairie Bouchard-Huzard, 1841 (lire en ligne).
- Guide du cultivateur améliorateur, Paris, Dusacq, Librairie agricole, 1854 (lire en ligne).
- Principes économiques de la culture améliorante, Paris, Librairie agricole de la Maison rustique, 1855 (lire en ligne).
- Culture et ensilage du maïs-fourrage et des autres fourrages verts, Paris, Librairie agricole de la Maison rustique, 1875 (lire en ligne).
- Le blé : sa culture intensive et extensive : commerce, prix de revient, tarifs et législation des céréales, Paris, Librairie agricole de la Maison rustique, 1884 (lire en ligne)